# Vavřinec Hradilek
Vavřinec Hradilek (n. 10 martie 1987, Zbuzany⁠(d), Republica Socialistă Cehă, Cehoslovacia) este un caiacist ce a reprezentat Cehia, medaliat olimpic. A participat la 2 ediții ale Jocurilor Olimpice (2008, 2012) în care a câștigat 1 medalie de argint.